# تأثير مخالط (إحصاء)
التأثير المخالط أو المختلط (Confounding) يعتبر مفهوماً مهماً في البحوث الإحصائية والعلمية، خاصة في الدراسات القائمة على الملاحظة. التأثير المخالط يحدث عندما تؤثر متغيرات خارجية لم يتم الأخذ بها في الاعتبار بشكل صحيح على العلاقة بين المتغير المستقل والمتغير التابع، مما يؤدي إلى تحريف النتائج والاستنتاجات المتعلقة بالعلاقة بينهما.
في سياق التأثير المخالط، يمكن للمتغير المخالط أن يكون سبباً لكل من المتغير المستقل والمتغير التابع، مما يجعل من الصعب تحديد ما إذا كانت العلاقة الملاحظة بين المتغيرين المستقل والتابع ناتجة فعلاً عن تأثير المتغير المستقل على المتغير التابع أم بسبب تأثير المتغير المخالط.

## استراتيجيات للتعامل مع التأثير المخالط
- التصميم الدراسي المحكم: التخطيط المسبق للدراسة بحيث يتم التحكم في المتغيرات المخالطة من خلال التصميم نفسه، مثل استخدام تصميم دراسة مضبوطة.

- التحليل الإحصائي: استخدام طرق إحصائية لضبط تأثير المتغيرات المخالطة، مثل التحليل المتعدد المتغيرات، الذي يمكن أن يساعد في تقدير تأثير المتغير المستقل بشكل أكثر دقة من خلال التحكم في المتغيرات الأخرى.

- التوزيع العشوائي "ٌRandom sampling": في الدراسات التجريبية، يمكن التقليل من تأثير المتغيرات المخالطة من خلال توزيع الأفراد عشوائياً إلى مجموعات الدراسة المختلفة.[7][8][9]

- مطابقة المجموعات: محاولة ضمان تشابه المجموعات المدروسة في المتغيرات المخالطة المحتملة للتقليل من تأثيرها.